# Visalia
Visalia je město nacházející se v San Joaquin Valley ve státě Kalifornie ve Spojených státech amerických. V San Joaquin Valley jde o páté největší město. Visalia je zároveň 40. největší město v Kalifornii a 192. největší město v USA. Město je zároveň správním městem okresu Tulare County, které je jednou z předních zemědělských oblastí v regionu.
K roku 2020 zde žilo 141 384 obyvatel. S celkovou rozlohou 98 km² byla hustota zalidnění 1 439 obyvatel na km². Oblast, kde se město nachází, byla osídlena již před mnoha staletími, první písemný záznam o osídlení oblasti nicméně pochází až z roku 1722. V minulosti byl kvůli četnému užívání pesticidů v okolí města ve městě dlouhodobý problém s nadměrným znečištěním ze zemědělské produkce. 
Město se nachází v oblasti se semiaridním podnebím. Nedaleko města se nachází Mount Whitney. 